# Freie Republik Saugeais

Beanspruchtes „Staatsgebiet“ der Freien Republik Saugeais

Als Freie Republik Saugeais bezeichnet sich eine 1947 gegründete Mikronation im französischen Département Doubs an der Grenze zur Schweiz. Die Republik umfasst 128 Quadratkilometer mit etwa 5000 Einwohnern, der Hauptort ist Montbenoît.

## Lage
Die „Freie Republik Saugeais“ liegt im Französischen Jura am Oberlauf des Doubs, auf einem Hochplateau zwischen Pontarlier im Südwesten und Morteau im Nordosten in einer Höhe von 800 bis 1200 m ü. M. im Val de Saugeais. Die Gebirgszüge der weiteren Umgebung erreichen Höhen bis zu 1600 m ü. M. Etwa 30 km nordwestlich befindet sich die Stadt Besançon, 20 km südöstlich der Neuenburgersee (Lac de Neuchâtel). Die „Freie Republik Saugeais“ besteht aus 11 Gemeinden:
- Arçon
- Bugny

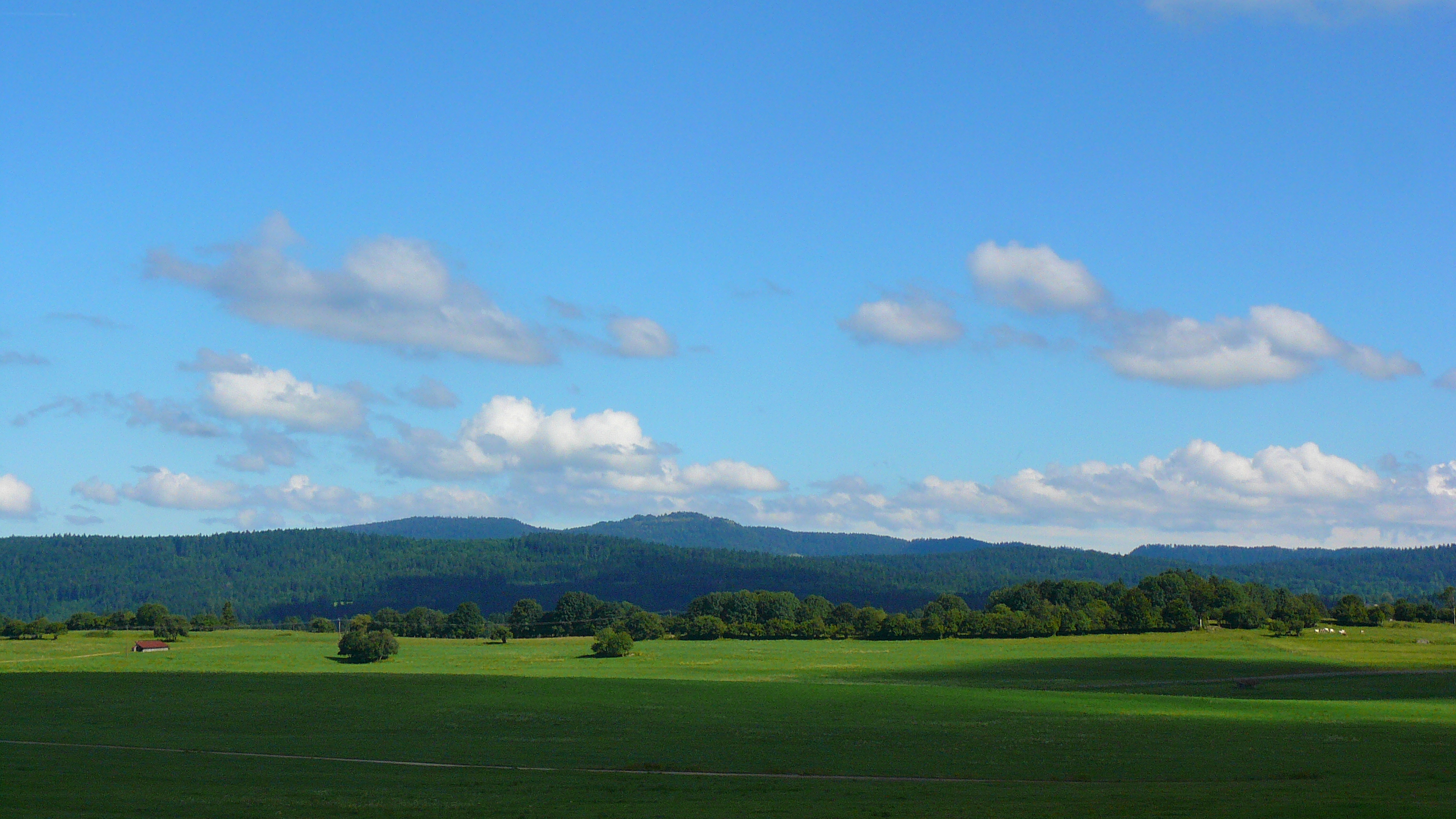
Sommerlandschaft im Saugeais

- Gilley (wirtschaftlicher Mittelpunkt)
- Hauterive-la-Fresse
- La Chaux
- La Longeville
- Les Alliés (bis 1915 Les Allemands)
- Maisons-du-Bois-Lièvremont
- Montbenoît (Hauptort)
- Montflovin
- Ville-du-Pont

## Geschichte
Die „Freie Republik Saugeais“ wurde 1947 als „Scherz“ zwischen dem Präfekten des Département Doubs, Ottaviani und dem Gastwirt Georges Pourchet, der zum Präsidenten der Republik erklärt wurde, gegründet.
Nach dem Tod Pourchets ging die Präsidentschaft zunächst von 1968 bis 1970 kommissarisch an dessen Witwe, Gabrielle Pourchet über. 1972 wurde sie im Amt bestätigt, indem die Bevölkerung bei der Kirchweih mittels „Applaus-O-Meter“ abstimmte. Diese „regierte“ wiederum bis zu ihrem Tod im 99. Lebensjahr. Seit 2005 gibt es eine eigene Verfassung. Als Nachfolgerin im „Präsidentschaftsamt“ wurde 2006 die gemeinsame Tochter, Georgette Pourchet durch dreißig Präsidentschaftswähler bestimmt, die sich aus den Repräsentanten der elf Gemeinden zusammensetzten. Diese ist bis heute im „Amt“.

### Bisherige „Staatsoberhäupter“
| Zeitraum | Zeitraum | Name                      | Partei | Beruf                           |
| 1947     | 1968     | Georges Pourchet          |        | Erster Präsident, Gastronom     |
| 1968     | 1970     | Gabrielle Pourchet        |        | kommissarisch Pr. in „Erbfolge“ |
| 1972     | 2005     | Gabrielle Pourchet        |        | Zweite Präsidentin (gewählt)    |
| 2006     |          | Georgette Bertin-Pourchet |        | Dritte Präsidentin              |

## Politik und Staatsorgane
Der Präsident bestimmt einen Premierminister und wird stets auch von einem Generalsekretär unterstützt und vertreten. Weiterhin gibt es in der „Freien Republik Saugeais“ zwei ehrenamtliche Zollbeamte, die stichprobenartig die Grenzen kontrollieren. Das gebührenfreie Passierscheinwesen ist vollautomatisiert und kann praktisch rund um die Uhr wahrgenommen werden. Weiterhin gibt es einen Minister für Kommunikation und Öffentlichkeitsarbeit (Ministre de la communication et des relations publiques). Jeweils zwölf Botschafter repräsentieren Saugeais international, beispielsweise in Belgien und der Schweiz aber auch in den Nachbarkantonen. Darüber hinaus hat Saugeais 430 Ehrenbürger und vergibt teils eigene Urkunden und Orden sowie Passierscheine, verfügt aber über kein eigenes Passwesen.
Die Freie Republik Saugeais verfolgt keine separatistischen Ziele oder Autonomiebestrebungen. Sie erhebt keine eigenen Zölle oder Abgaben. Die Finanz- und Gerichtshoheit sowie polizeiliche und militärische Aufgaben werden von Frankreich wahrgenommen. Es gilt französische Rechtsprechung.

## Wirtschaft und Infrastruktur
Die Wirtschaft von Saugeais ist noch heute stark von der Landwirtschaft geprägt. Es werden lokale Fleisch- und Wurstspezialitäten und Molkereiprodukte erzeugt. Eine weitere wichtige Einnahmequelle ist der Tourismus in der Region. Daneben gibt es Betriebe des Kunsthandwerks, Holzverarbeitung, Feinmechanik, Bau- und Transportgewerbe. Wer vor Ort keine Arbeit findet, pendelt beispielsweise nach Besançon oder in die Schweiz nach Neuchâtel oder Biel.
Verkehrsmäßig erschlossen ist die Gegend hauptsächlich durch die Departementstraße D 437, die zur E 23 führt und die Bahnlinie von Besançon nach Neuchâtel, sowie weitere Departement- und Bezirksstraßen.

## Kultur und Sehenswürdigkeiten
1997 wurde zum 25. Amtsjubiläum zu Ehren von Gabrielle Pourchet ein eigener Geldschein entworfen. Es werden eine Vielzahl von Kultur- und Sportveranstaltungen etc. veranstaltet. Die „Miss-Saugeais“-Wahl findet seit 2013 jährlich am Nationalfeiertag, dem 15. August statt. Drei Museen informieren über die Geschichte des Landstriches. Darüber hinaus wird seit 1978 ein eigenes, regionales Fernsehprogramm produziert. Zwischen 1989 und 1995 wurde dieses aus dem Kloster Montbenoît für jeweils 15 Minuten monatlicher Sendezeit auch bei France 3 landesweit live aufgeschaltet.
Gesprochen werden französisch und ein regionaler Dialekt, das Saugeais, für den eigene Sprachkurse durchgeführt werden.

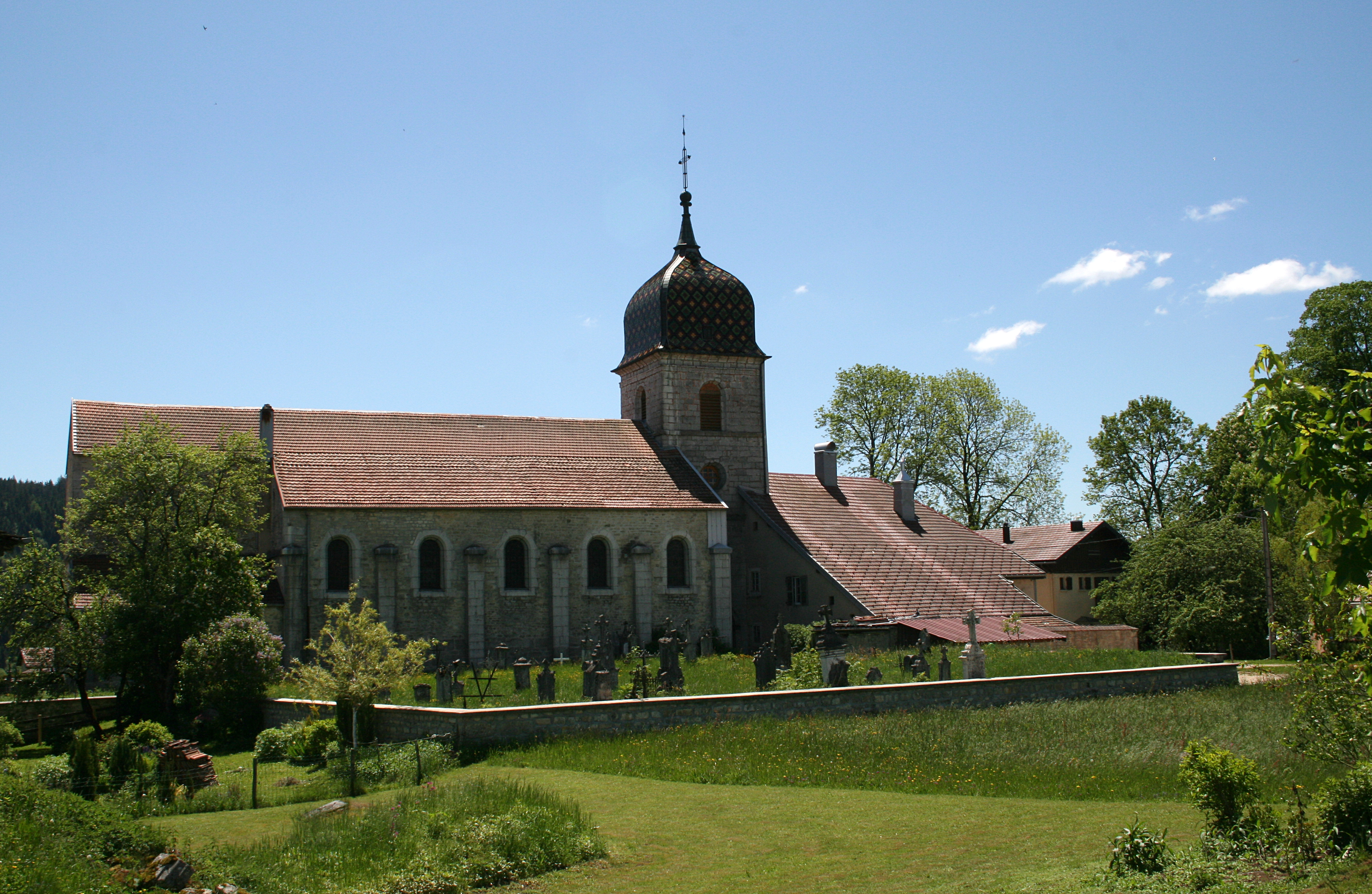
Kirche Notre-Dame de l'Assomption in Arcon
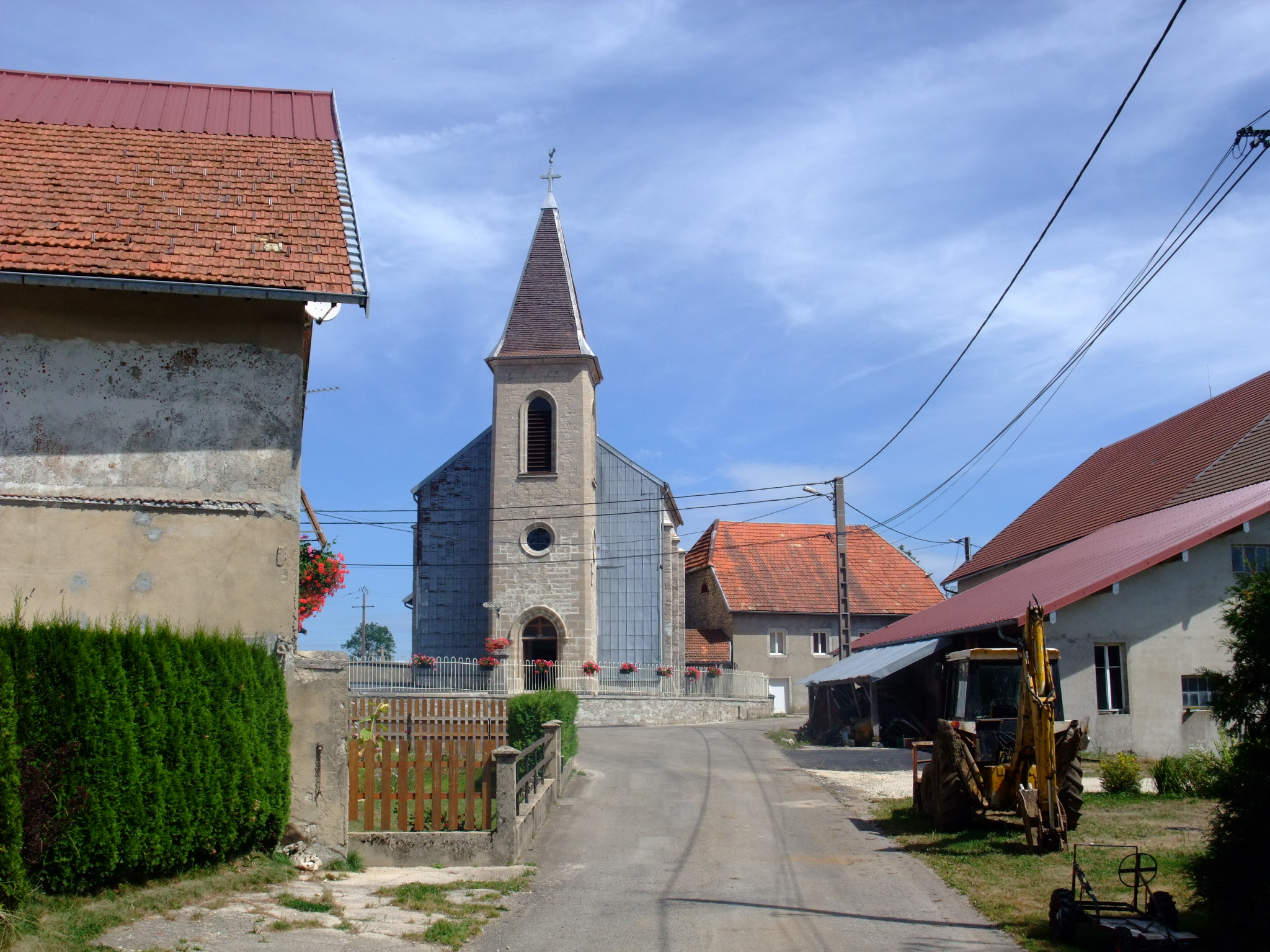
Straße in Bugny mit Dorfkirche
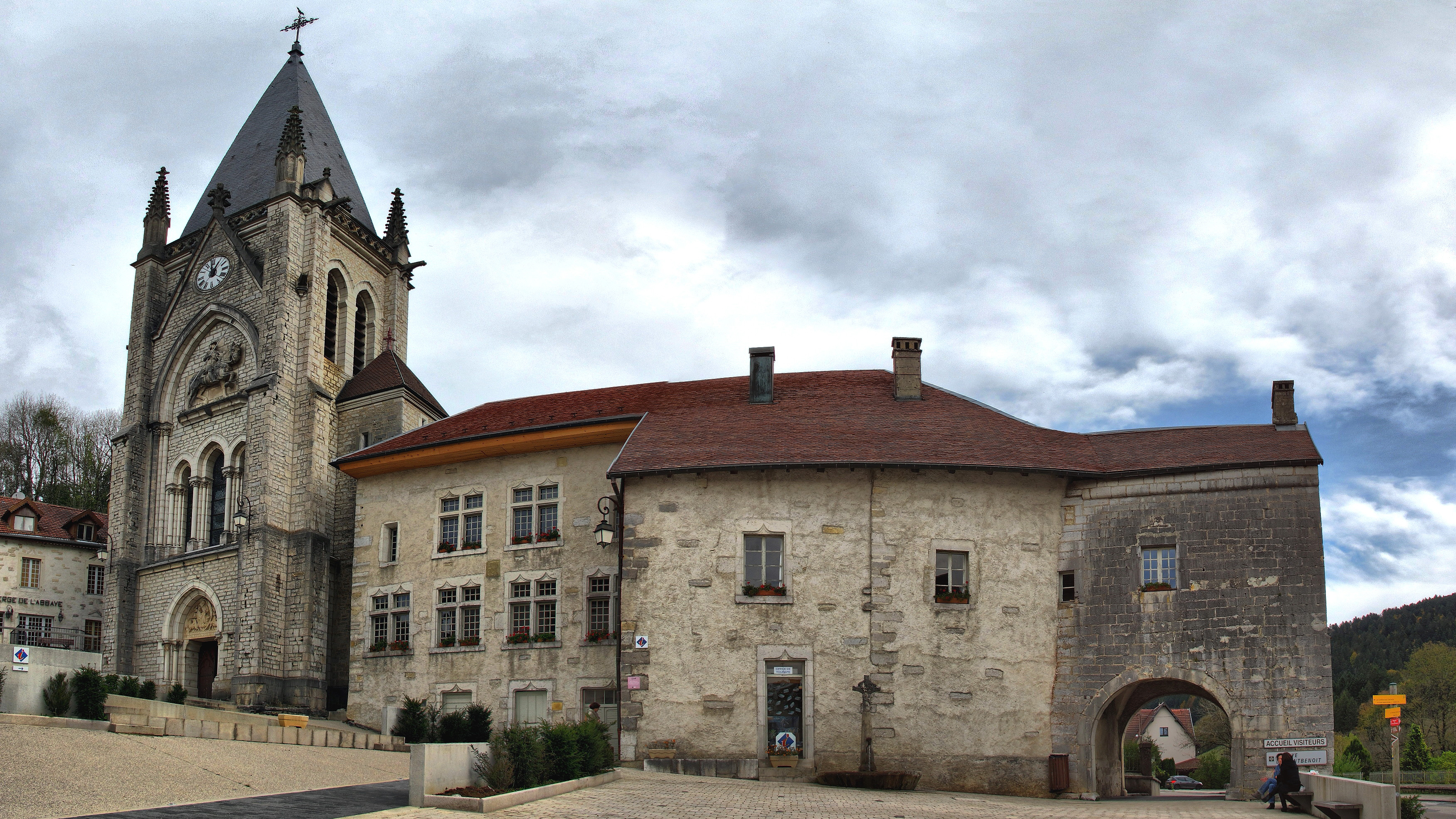
Augustinerkloster in Montbenoît
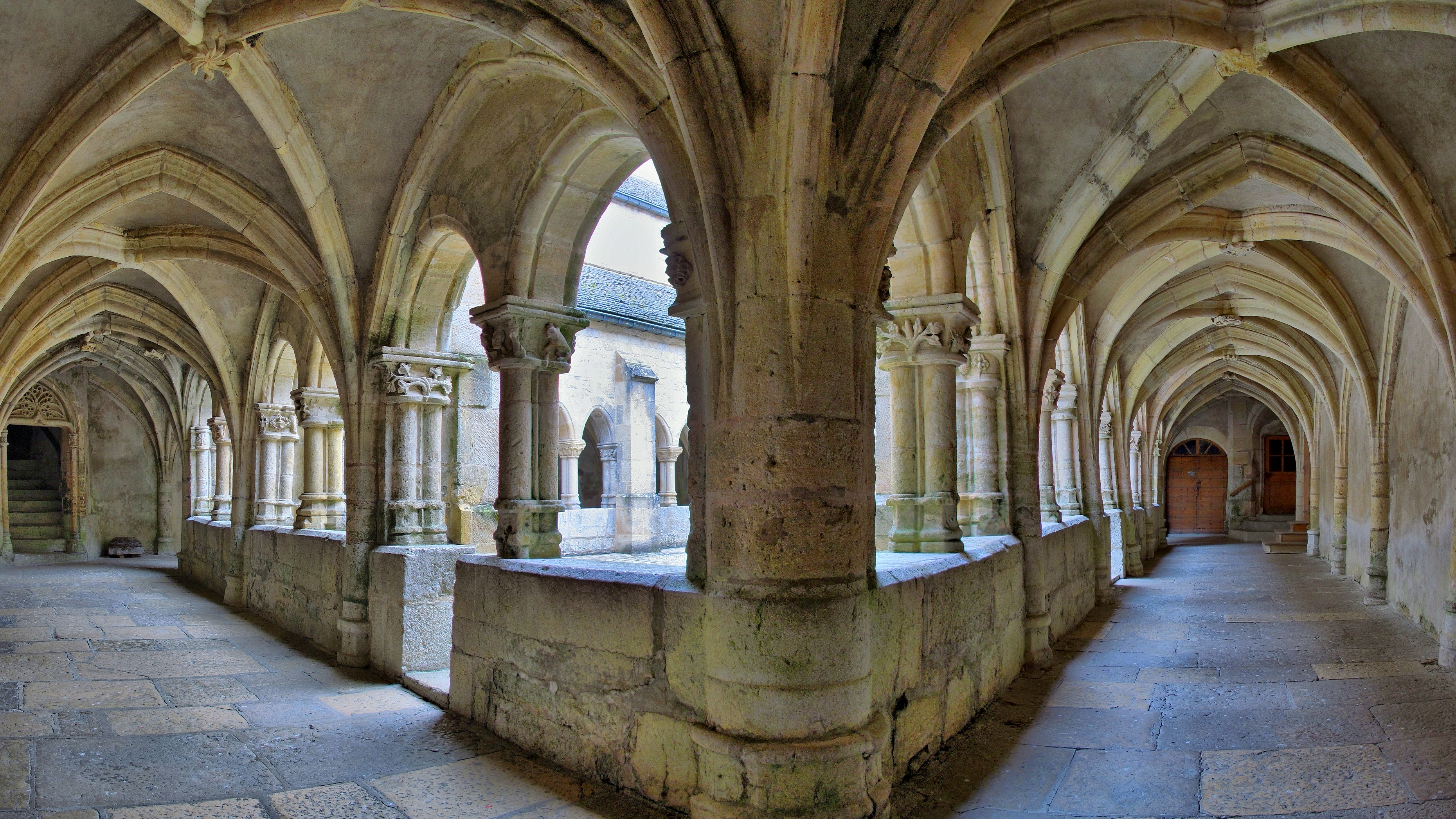
Kreuzgang im Augustinerkloster in Montbenoît
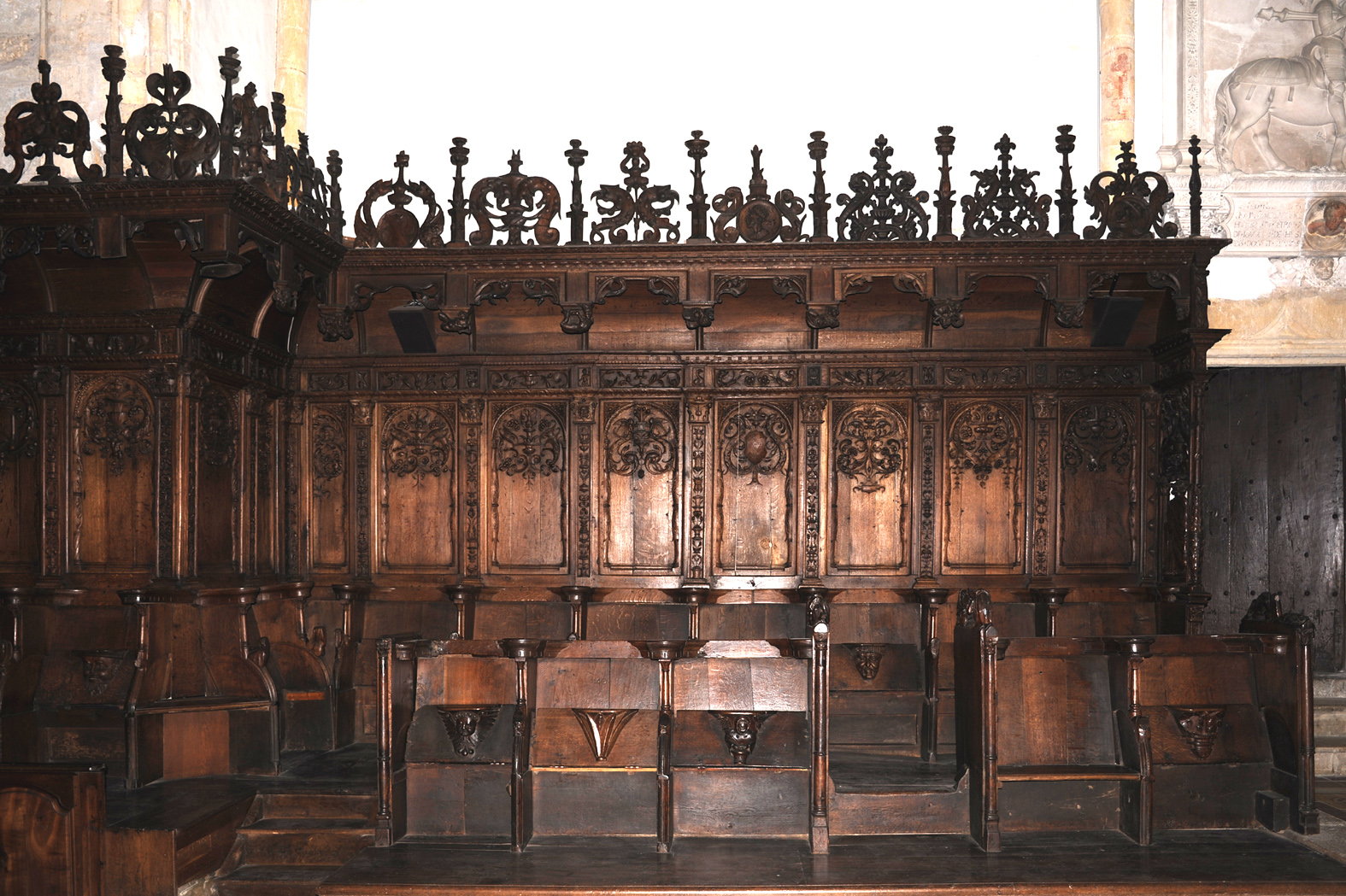
Chorstuhl der Kirche in Montbenoît
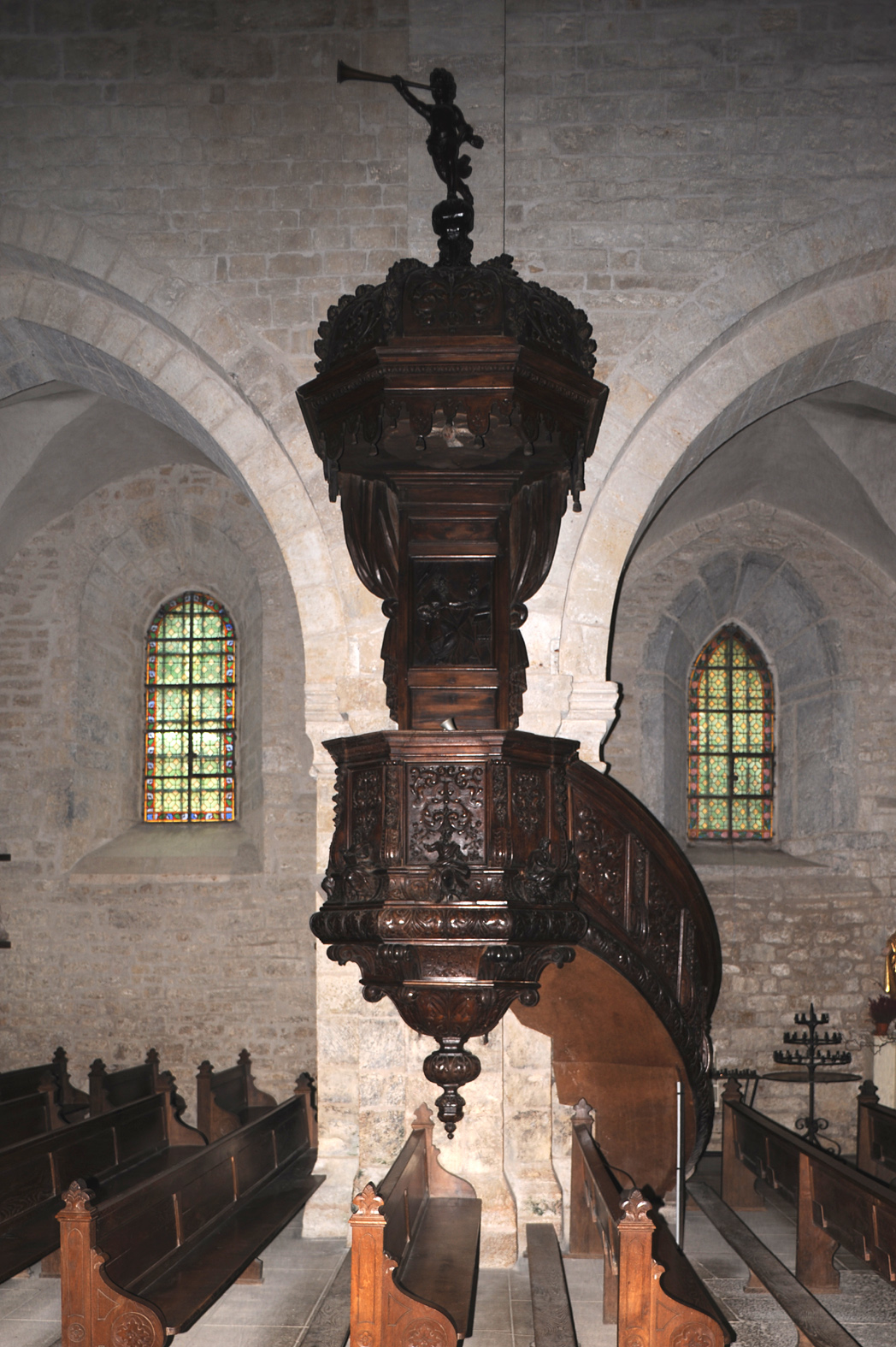
Kanzel der Kirche in Montbenoît
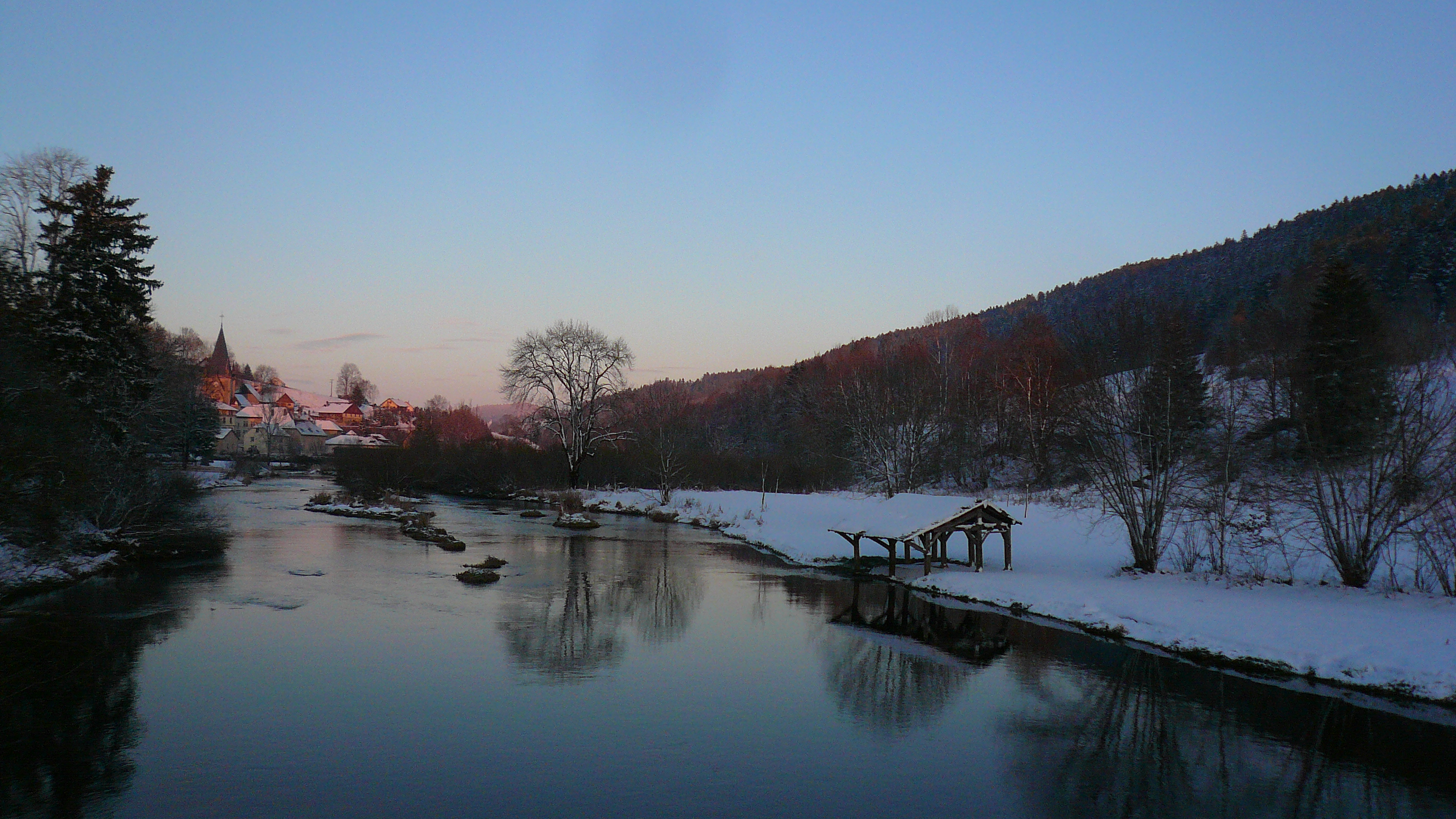
Doubs bei Montbenoît im Winter
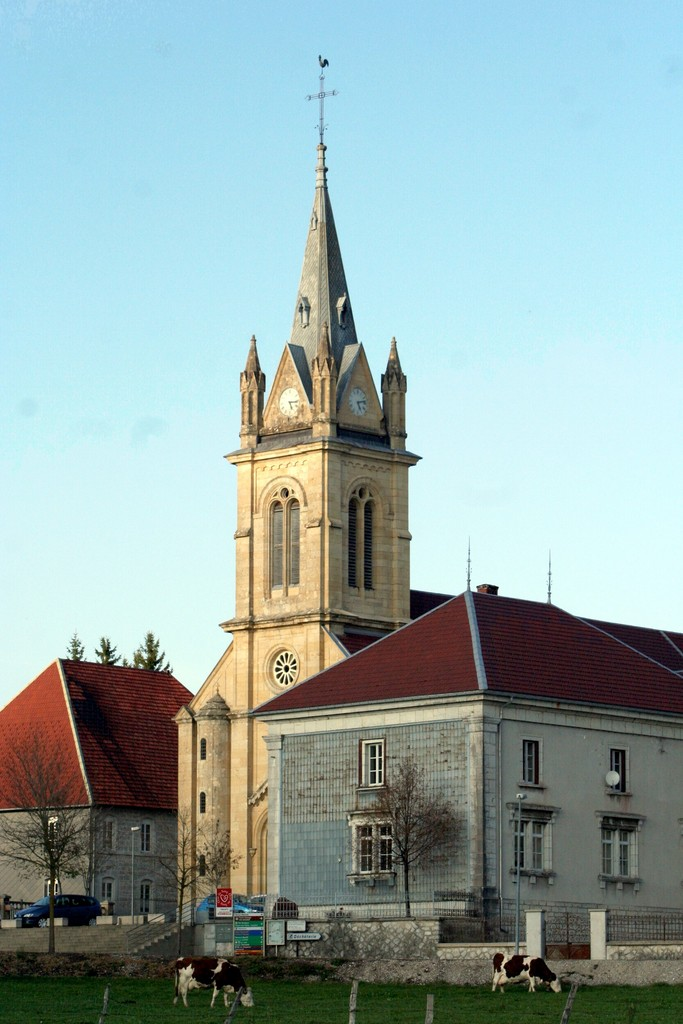
Kirche Saint-Anne in Gilley

## Flagge, Wappen und Nationalhymne

Flagge

Wappen

Seit 1972 führt Saugeais ein eigenes Wappen und eine Flagge. Diese ist dreifach vertikal gestreift in den Farben Schwarz, Rot und Gelb. In der Mitte des roten Streifens zeigt sie das golden eingefasste Wappen.
Das Wappen ist im Geviert mit Schildhaupt. Vorne zeigt es in Blau eine silberne Tanne auf silbernen Bergen (symbolisch für Wintersport und Forstwirtschaft), hinten in Grün einen silbernen Wellenbalken (symb. Viehweiden und Fluss). Im roten Schildhaupt stehen der goldene Abtstab (Augustinerkloster) und ein silberner offener Helm (Herren von Joux) nebeneinander. Die Teilungslinien und die Schildeinfassung sind goldfarben.
Saugeais besitzt mit der Hymne du Saugeais eine eigene Nationalhymne, die bereits 1910 von Joseph Bobillier komponiert wurde.